# Гордеев, Николай Николаевич
Николай Николаевич Гордеев (1850—1906) — российский государственный  деятель, почётный мировой судья, тайный советник, обладатель придворных званий камергера и «в должности шталмейстера», губернатор Курской и  Плоцкой губерний.

## Биография
Родился 13 февраля 1850 года[по какому календарю?]. Воспитывался в Московской губернии, в родовом имении Якшино.
В службе и классном чине с 1873 года, в Департаменте общих дел министерства государственных имуществ.
С 1882 года почётный мировой судья и одоевский уездный предводитель дворянства.
С 1889 год состоял в структуре МВД, назначался бессарабским и рязанским вице-губернатором. С 1893 года состоял при министре внутренних дел.
С 1901 года в звании камергера и чине действительного статского советника был назначен плоцким губернатором, а в 1902 году — курским губернатором, затем удостоен придворного звания «в должности шталмейстера». В 1906 году произведён в тайные советники.
Умер 30 сентября 1906 года[по какому календарю?] в родовом имении Московской губернии.
Был женат на дочери С. П. Ушакова, Валентине Сергеевне (1863—1931).